# Liste der Monuments historiques in Lomont-sur-Crête
Die Liste der Monuments historiques in Lomont-sur-Crête führt die Monuments historiques in der französischen Gemeinde Lomont-sur-Crête auf.

## Liste der Objekte
| Bezeichnung                                        | Beschreibung                                                                  | Standort                       | Kennzeichnung | Schutzstatus | Datum | Bild |
| -------------------------------------------------- | ----------------------------------------------------------------------------- | ------------------------------ | ------------- | ------------ | ----- | ---- |
| Gemälde Die Gottesmutter erscheint einem Kapuziner | Ölfarbe auf Leinwand, Holzrahmen, um 1604; aus dem Kloster in Baume-les-Dames | in der Kirche St-Martin (Lage) | PM25002206    | Inscrit      | 1985  |      |